# 斯堪尼亞OmniExpress
斯堪尼亞OmniExpress（瑞典語：Scania OmniExpress）是由斯堪尼亞製造的一款客車。

## 外部連結
- 维基共享资源上的相關多媒體資源：斯堪尼亞OmniExpress
- .   [2019-02-27]. （原始内容存档于2015-09-24）.